# Mine d'Alzen
La mine d'Alzen, également connue sous le nom de mine de Lina, est un ancien site minier situé sur le territoire des communes d'Alzen et Montels, dans le département français de l'Ariège, en région Occitanie.
Le site, aléatoirement occupé de 1875 à 1926, et principalement exploité entre 1898 et 1904, est connu pour une production de plomb, de cuivre et d'argent. Bien que désaffecté depuis les années 1920, le site minier d'Alzen-Lina abrite plusieurs vestiges relevant du patrimoine minier.
L'inventaire national du patrimoine naturel le présente comme le seul site du XIXe siècle en France à associer production de cuivre et d'argent.

## Localisation
Le site minier se trouve sur le territoire des communes d'Alzen et Montels, en Ariège, sur le rebord nord des contreforts du massif de l'Arize, dans le pays du Séronais, à l'est du Couserans. Les installations minières se situent à mi-distance des deux bourgs, à environ 800 mètres au sud du centre-bourg de Montels, et 800 mètres au nord de celui d'Alzen, et sont aujourd'hui en zone boisée. Elles s'étagent de 498 à 635 mètres d'altitude.
La commune de Montels est propriétaire de la partie basse, tandis que les terrains médians et supérieurs appartiennent à des privés.

## Historique

### Débuts de l'exploitation
De premières recherches sont effectuées sur place dès 1875, menant à la création d'un puits sur le sommet du talus, à 660 m d'altitude. Un puits et une galerie de recherche sont creusés, avant le début de toute exploitation. Le contrôleur des mines Simon Vion signale de premiers travaux d'aménagement des lieux en 1901. Trois galeries sont creusées : « Charles » (635 mètres d'altitude), « Otto » (565) et « Lily » (498) ; la première permet d'attester la présence de cuivre, en plus du plomb et de l'argent.

### «L'affaire des mines d'Alzen»
Otto et Albert Simon, respectivement de nationalité belge et américaine, deviennent concessionnaires en 1898 en reprenant la mine aux frères Bourret, instituteurs. Ils établissent le siège de leur Société anonyme des mines d'Alzen à leur domicile de Bordeaux. En 1902, dans le cadre de l'exposition industrielle qui se tient en marge du concours régional agricole, les frères Simon présentent de très riches échantillons issus de leur mine. Initialement trié à la main, le minerai est traité par fonte, sur place, à compter de 1902.
En 1901, les frères Simon cherchent à revendre la concession à la société britannique Pyrénées Mineral Limited, représentée par M. Glasse et basée à Londres,  Bishopsgate Street, en faussant les échantillons prélevés (on parle de « salage »), de manière à tromper les candidats à la reprise,. 
Dans les faits, les frères Simon auraient demandé à leurs ouvriers de modifier les prélèvements que l'ingénieur Middleton, dépêché par Ernest Glasse, pour convaincre ce dernier de la prospérité de sa mine. Réalisant la duperie, les Britanniques attaquent ensuite les frères Simon et l'ingénieur Auguste Laurent en justice pour escroquerie et complicité. Le 9 décembre 1905, la mine est placée sous séquestre, alors que les tensions concernent autant l'enlisement de la procédure judiciaire relative à l'escroquerie, que le débat sur l'identité du réel propriétaire.
Cette affaire donne lieu à de nombreuses audiences successives dans les années qui suivent. Dans ce contexte, une grève éclate parmi les mineurs en janvier 1904, motivée par la baisse des salaires imposée par la Pyrénées Mineral Limited ; 124 des 213 employés cessent le travail après le renvoi de trois ouvriers, forment un Syndicat professionnel des ouvriers et ouvrières de la mine d'Alzen et Montels, et sollicitent la médiation de la justice de paix de La Bastide-de-Sérou. Parmi leurs revendications, figurent outre la hausse des salaires et la réintégration des licenciés, le renvoi du chef d'exploitation, la réduction du temps de travail quotidien à huit heures et la reconnaissance du syndicat ; les revendications sont globalement satisfaites fin mars. Le syndicat apparaît comme disparu dès 1906, du fait de l'inactivité de la mine.
L'enquête d'inventaire du patrimoine industriel minier de surface du Couserans menée en 2020 estime que les éléments matériels visibles à cette date sur le site ont été édifiés a priori entre 1901 et 1902, mais délaissés très rapidement, probablement dès 1903, en dépit d'une poursuite d'activité dans les années suivantes. En 1906, la mine semble improductive.

### Fin de l'activité
La Société anonyme des mines d'Alzen est déclarée en faillite le 3 juin 1913. En 1914, le tribunal correctionnel de Foix procède à la vente aux enchères de la mine. L'activité perdure de façon marginale jusqu'en 1920, voire 1926. La concession échoit en 1953. En 1959 et 1960, le BRGM réalise des études qui prouvent l'épuisement du filon.
Tout au long de sa période productive, le site de Lina produit un total de 420 tonnes de cuivre, 23 tonnes d'argent et 6 000 tonnes de plomb argentifère.

## Description du site
Plusieurs vestiges subsistent sur place ; les plus visibles sont les suivants :
- Plateforme et socles de machines
- Tour de condensation, permettant d'arroser le minerai pour en récupérer les particules métalliques
- Cheminée
- Entrée de galerie (galerie « Otto »)
- Plan incliné
- Dynamitière
- Rampants des fumées
- Cuve
- Puits noyé

D'autres éléments sont également présents, comme le tracé de l'ancien chemin de fer Decauville, des scories et des nappes de déblais, et l'entrée obstruée de la galerie Lily.
La galerie Otto est la seule des trois galeries du site dont l'entrée soit accessible.

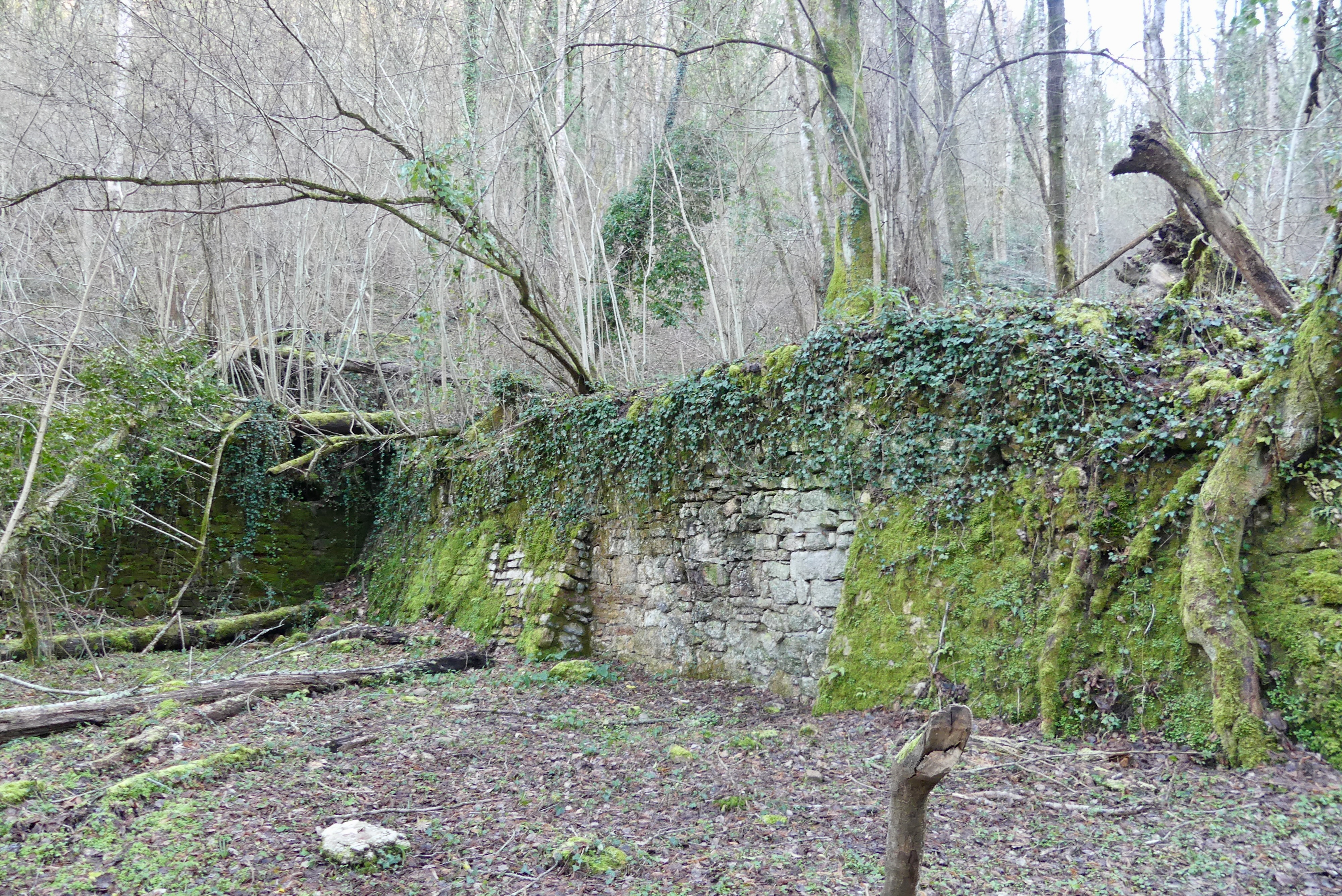
Vestiges de la plateforme située en bas de la mine.
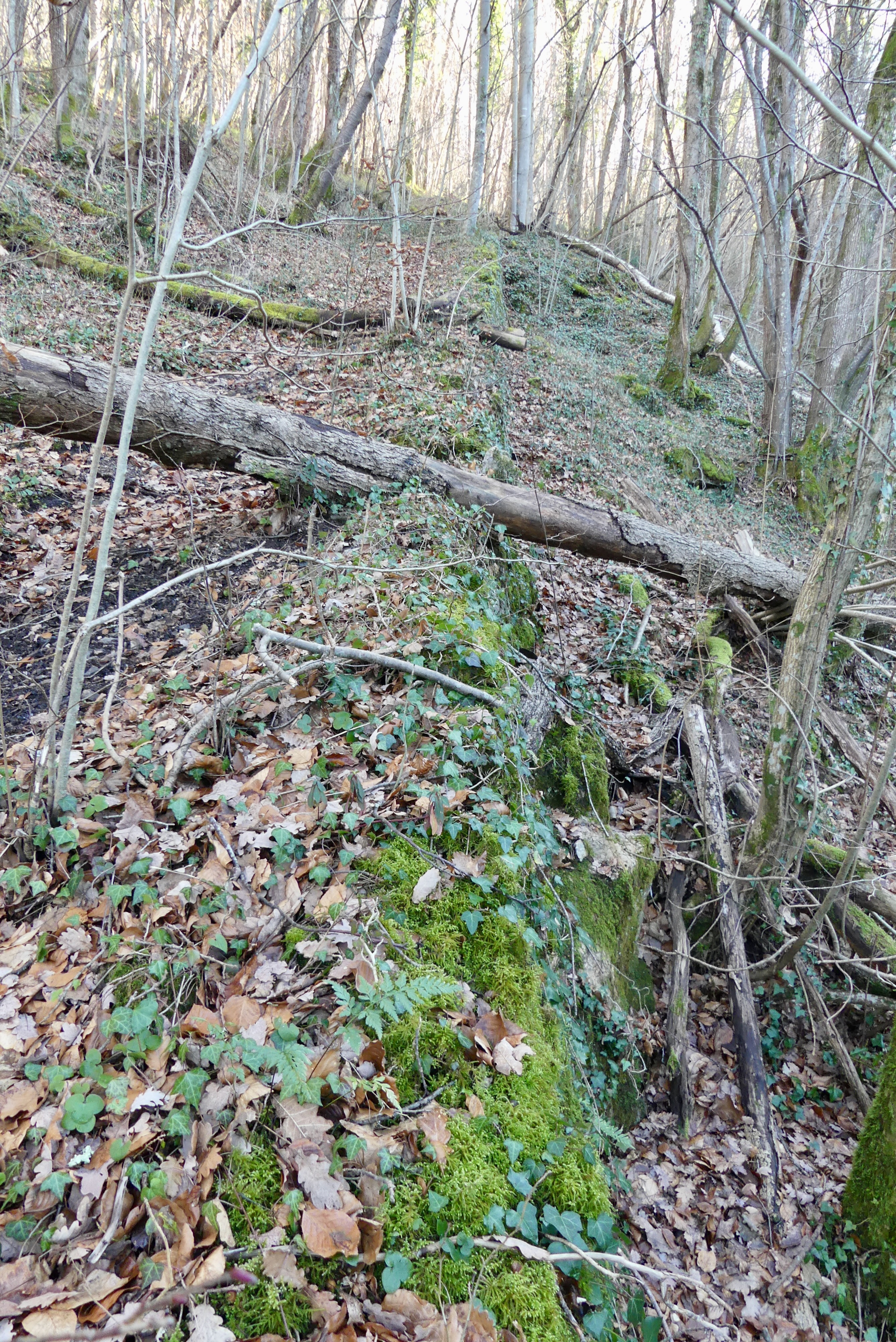
Vestiges du plan incliné.
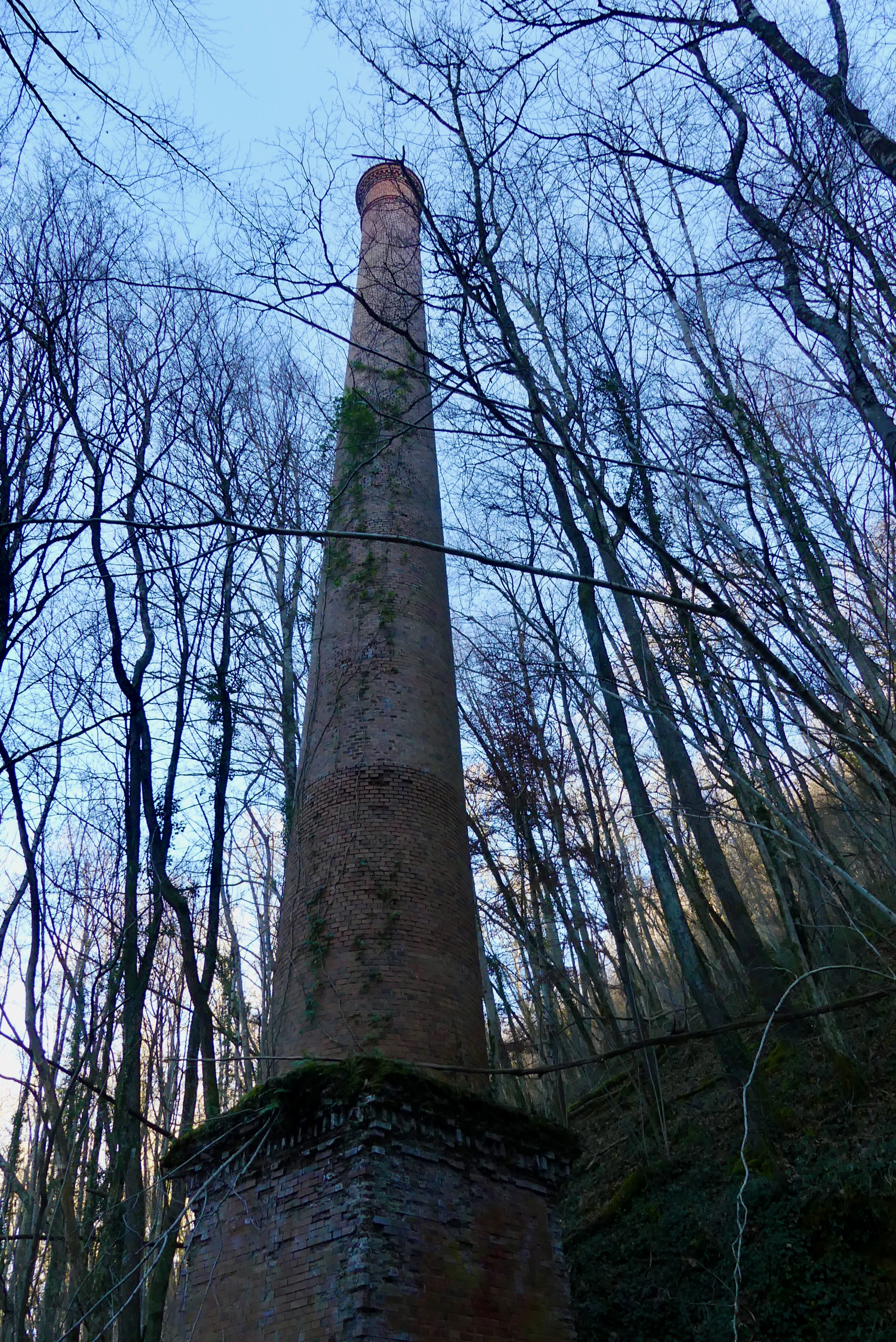
Cheminée principale.
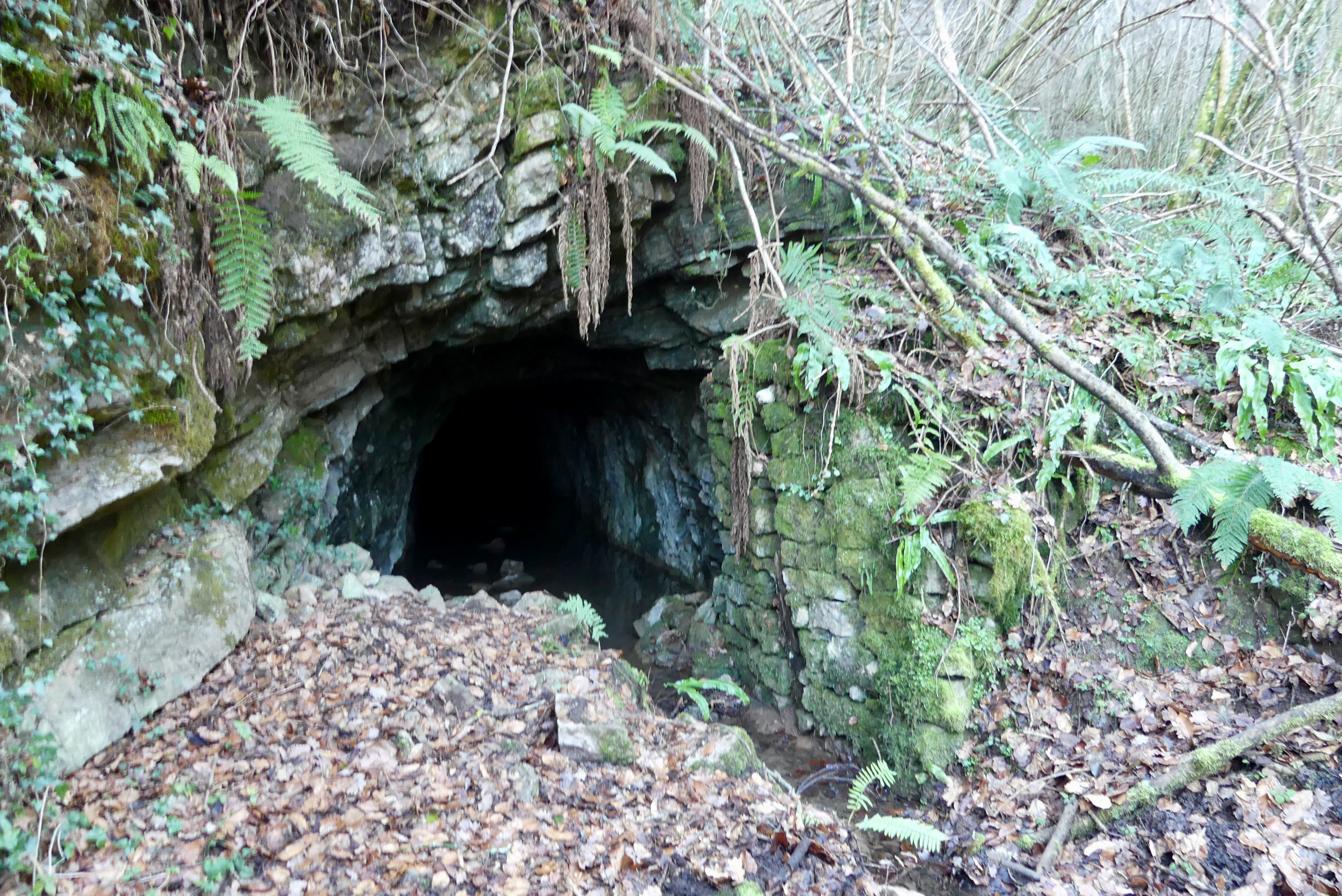
Entrée de la galerie Otto.

## Valorisation
Bien que non indiqué, le site minier est accessible à pied par les chemins depuis Montels. L'une des cheminées et une cavité de la mine apparaissent sur le Géoportail de l'IGN.
Il existe un projet de valorisation de la partie basse du site, initié par la municipalité de Montels, que la communauté de communes Couserans-Pyrénées pourrait reprendre. Des explorations du site mettent en évidence la condensation et l'accessibilité des vestiges miniers et la richesse géologique (notamment la tétraédrite).